# La Parisienne (fresque)
La Parisienne est le surnom donné à un morceau de fresque retrouvé pendant les fouilles de la ville de Cnossos en Crète entreprises par Arthur John Evans entre 1900 et 1920. Elle date de la Civilisation minoenne, et a été probablement peinte sur le mur de la Salle du Sanctuaire de l'étage noble du Palais de Cnossos. Le collier sacré représentant un serpent et porté dans le dos semble indiquer que la fresque représente une prêtresse voire peut-être une déesse. Les recherches archéologiques au niveau des cimetières, hameaux et palaces Minoens a mis en lumière une multitude d’objets en lien avec l’embellissement. 
Edmond Pottier a donné ce surnom à cette fresque car il lui semblait qu’elle ressemblait à une femme contemporaine de Paris. Il semble qu’il y avait des lieux d'embellissement dans les palaces de Cnossos, Zakros et Pylos. Ces objets de beauté étaient utilisés durant l'intégralité de l'âge du bronze en mer Égée, les femmes minoennes mettant en avant leurs lèvres rouges et leur visage blanc. Sur la fresque de La Parisienne, l'utilisation de la couleur noire pour donner de l’emphase dans la forme des yeux et du rouge pour les lèvres peut clairement se remarquer.
Il s'agit d'une des fresques les plus connues de la Crète antique, datant de la période néo-palatiale (vers -1450 ; -1350 ou -1300), conservée au Musée archéologique d’Héraklion.